# Аязьма
Аязьма — урочище, расположенное между Балаклавским заливом и мысом Айя на юге Крыма.
Название топонима происходит от греческого слова аязьма («освящённый, благословенный»), вероятно из-за близости урочища к храму на мысе Айя.
В урочище растут сосны, в том числе сосна Станкевича, можжевельник, шар, плющ и тому подобное.
Урочище Аязьма — одно из красивейших уголков Крыма. Местность не похожа ни на какое другое место Южного берега и как его особая часть выделена в урочище.
С 1982 года урочище Аязьма входит в состав государственного ландшафтного заказника «Мыс Айя». Акватория шириной 300 метров вдоль берега (208 га) охраняется с 1972 года как часть Ласпи-Сарычского аквального комплекса («Прибрежный аквальный комплекс возле мыса Айя»).